# Vijāpur
Vijāpur är en ort i Indien.   Den ligger i distriktet Mahesāna och delstaten Gujarat, i den västra delen av landet, 700 km sydväst om huvudstaden New Delhi. Vijāpur ligger 126 meter över havet och antalet invånare är 24 297.
Terrängen runt Vijāpur är platt. Runt Vijāpur är det tätbefolkat, med 442 invånare per kvadratkilometer. Närmaste större samhälle är Mānsa, 17,8 km sydväst om Vijāpur. Trakten runt Vijāpur består till största delen av jordbruksmark.